# Хмелевски, Александр
Александр Хмелевски (англ. Alexander Chmelevski; род. 9 июня 1999, Хантингтон-Бич, Калифорния) — американский хоккеист, нападающий клуба КХЛ «Салават Юлаев». Был выбран «Сан-Хосе Шаркс» на драфте НХЛ 2017 года и дебютировал в НХЛ в 2021 году.

## Игровая карьера

### Клубная
Четыре сезона играл в высшей лиге юниоров в хоккейной лиге Онтарио. В 2015 году «Сарния Стинг» выбрала его 10-м в общем зачете в OHL Priority Selection. Присоединился к «Стингу», но в середине своего первого сезона его обменяли на «Оттаву 67». Провёл три с половиной сезона за «Оттаву». На драфте НХЛ 2017 года был выбран «Сан-Хосе Шаркс» под общим 184-м номером. Подписал контракт начального уровня с «Шаркс» 3 апреля 2018 года.
Дебютировал в 2018 году, сыграв шесть игр регулярного сезона и ещё четыре в плей-офф за фарм-клуб «Шаркс» — «Сан-Хосе Барракуда» из Американской хоккейной лиги.
Дебютировал в НХЛ 5 февраля 2021 года, победив «Анахайм Дакс» в серии буллитов со счетом 5:4 и сделав результативную передачу. Всего за два сезона 2020/21 и 2021/22 сыграл за «Шаркс» 24 матча и набрал 10 очков (0+10).
В качестве ограниченно свободного агента после сезона 2021/22 подписал контракт на один год с российским клубом КХЛ «Салават Юлаев» 26 июля 2022 года. Стал лучшим снайпером команды в регулярном чемпионате 2022/23. В 67 играх чемпионата КХЛ набрал 48 (26+22) очков. В плей-офф стал лучшим бомбардиром и снайпером «Салавата»: на его счету было 5 (4+1) баллов в 6 матчах; «Салават Юлаев» уступил в первом раунде «Адмиралу» (2-4).
13 марта 2023 года продлил контракт с «Салаватом Юлаевым» на год. 6 сентября 2023 года сделал хет-трик в ворота «Лады» (5:2). 31 октября 2023 года оформил второй хет-трик в игре с «Амуром» (4:1).
4 апреля 2024 года ещё раз продлил контракт с «Салаватом Юлаевым» — на три года на общую сумму 240 млн рублей: 75 из них в сезоне 2024/25, в сезоне-2025/26 — 80, в сезоне-2026/27 — 85 миллионов.

### Международная
С молодёжной сборной был серебряным призёром МЧМ-2019. Стал вторым игроком сборной США по набранным очкам, заработав 7 очков (4+3).
На чемпионате мира 2021 года в Латвии в составе сборной США стал обладателем бронзовых медалей. В 8 матчах набрал 4 очка (2+2).

## Личная жизнь
Имеет украинское происхождение, и его семья проживает в Нортвилле, штат Мичиган, с тех пор, как ему исполнилось 12 лет. До этого он рос в Калифорнии, тренируясь на ледовой арене KHS в Анахайме.